# Olonetsky (huyện)
Huyện Olonetsky (tiếng Nga: Олонецкий райо́н) là một huyện hành chính tự quản (raion), của Cộng hòa Karelia, Nga. Huyện có diện tích 3917 km², dân số thời điểm ngày 1 tháng 1 năm 2000 là 29300 người. Trung tâm của huyện đóng ở Olonets.